# Det börjar verka kärlek, banne mej
Chansons représentant la Suède au Concours Eurovision de la chanson
Som en dröm
(1967) Judy, min vän
(1969)
Det börjar verka kärlek, banne mej (« Cela commence à ressembler à de l'amour, bon sang ») est une chanson interprétée par Claes-Göran Hederström qui représente la Suède au Concours Eurovision de la chanson 1968 le 6 avril à Londres, après avoir remporté le Melodifestivalen 1968.

## À l'Eurovision
La chanson est intégralement interprétée en suédois, langue officielle de la Suède, comme l'impose la règle de 1966 à 1972. L'orchestre est dirigé par Mats Olsson.
Det börjar verka kärlek, banne mej est la huitième chanson interprétée lors de la soirée du concours, suivant À chacun sa chanson de Line et Willy pour Monaco et précédant Kun kello käy de Kristina Hautala pour la Finlande.
À l'issue du vote, elle obtient 15 points et se classe 5e sur 17 chansons,.

## Liste des titres
| A1. | Det börjar verka kärlek, banne mej | Peter Himmelstrand (sv) |  |
| B1. | Natten är så lång                  | Peter Himmelstrand      |  |

## Classements

### Classements hebdomadaires
| Classement (1968)    | Meilleure position |
| -------------------- | ------------------ |
| Norvège (VG-lista)   | 2                  |
| Suède (Svensktoppen) | 1                  |

## Historique de sortie
| Pays  | Date | Format   | Label      |
| ----- | ---- | -------- | ---------- |
| Suède | 1968 | 45 tours | RCA Victor |